# Baldassarre Lanci

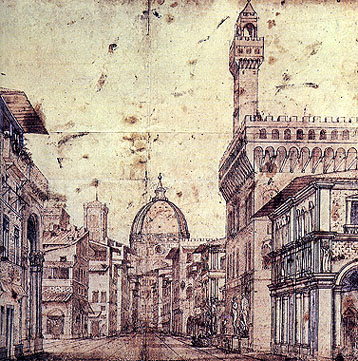
Dibujo de Lanci de una vista de perspectiva de la ciudad de Florencia.

Baldassarre Lanci (1510-1571) fue un arquitecto, inventor, escenógrafo y maestro de perspectiva italiano del Renacimiento. Nativo de Urbino, pasó la mayor parte de su vida en Toscana.

## Primeros años
Lanci comenzó su carrera como ingeniero militar para la República de Lucca entre 1547 y 1557. Sus dotes profesionales le valieron que el papa Pío IV le encargara relevar en forma detallada las murallas de Roma, el bastion de Ancona, Civitavecchia y Ostia.

## Arquitecto de los Médici
A partir de 1557 Lanci trabajo casi con exclusividad para Cosme I de Médici, para quien supervisó proyectosd tales como la fortificación de Siena y varias otras ciudades toscanas. Sus trabajos urbanísticos incluyen el diseño de Terra del Sole, una nueva ciudad fortificada erigida por Cosme I de Médici en la provincia de Forli-Cesena. También diseñó la iglesia de Santa María de la Rosa en las termas de Chianciano, provincia de Siena, con una planta central inconclusa que es notable por su sobriedad, y sus simples líneas arquitectónicas que culminan en una elegante cúpula.La obra nunca fue terminad, ya que la construcción se detuvo en 1585, catorce años luego de la muerte de Lanci.
Uno de los mayores logros de Lanci fue su invención en 1567 de un instrumento que permitía obtener perspectivas con un campo visual de 180°. El aparato, denominado "distanziometro" estaba constituido por un disco de bronce fijado sobre un trípode de altura ajustable. Sobre el borde del disco se fijaba un papel en forma semicircular, y en el centro pivotaba un objetivo cilíndrico que sujetaba una pluma o un lápiz. El objetivo podía alcanzar toda la superficie del papel para marcar puntos importantes del paisaje, mientras que una aguja retráctil ayudaba a reproducir correctamente las visuales.
El instrumento podía utilizarse también para medir alturas en forma similar al "orizzonte" diseñado por el arquitecto Alberti. 
Sus variadas obras incluyen así mismo proyectos hídricos tales como el mejoramiento del puerto de Livorno (1566-1567), y el acueducto de Sovana. Hasta su muerte trabajó con su hijo Marino para la construcción de las murallas de Grosseto.